# Коњарка
Коњарка је излетничко место источно од села Скочивир. Кроз Коњарку тече Коњарска река, притока Црне реке. Уз Црну реку од Коњарке према северу почиње Скочивирска клисура. Од ловачке куће почиње 25,5 km дуг горски пут према Кајмакчалану. До летне карауле Кајмакчалан потребно је 18-19 km путовања.